# Aurélie Filippetti

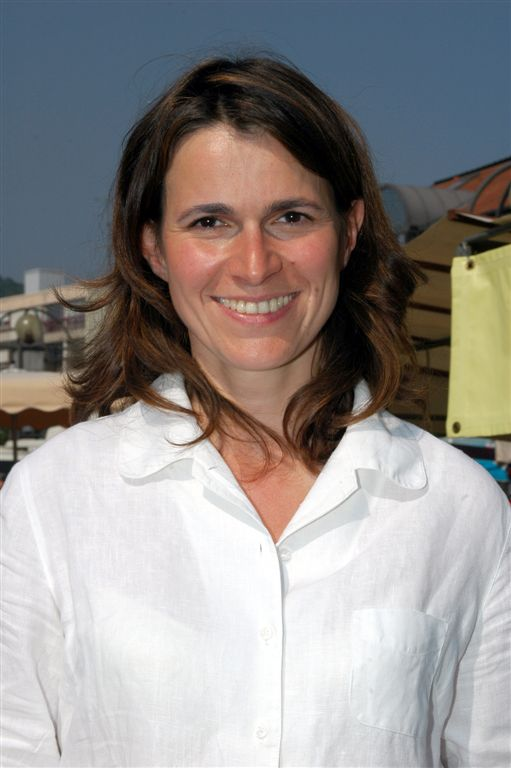
Aurélie Filippetti el 2007

Aurélie Filippetti (Villerupt, 17 de juny de 1973) és una professora, escriptora i política francesa. D'ençà el 16 de maig de 2012 fou ministra de Cultura i de Comunicació en el govern presidit per François Hollande i amb el primer ministre Jean-Marc Ayrault i després amb Manuel Valls, fins a l'agost de 2014. Després va continuar com a membre de l'Assemblea Nacional de França, en representació del departament de Moselle, fins després de les eleccions de 2017. El gener del 2018 va deixar el Partit Socialista i es va incorporar al moviment polític de Benoît Hamon.
La seva primera novel·la, Les derniers jours de la classe ouvrière, ha estat traduïda a diversos idiomes. La seva carrera com a escriptora ha continuat amb altres novel·les, diversos assaigs i col·laboracions en obres col·lectives.

## Obres
- Les derniers jours de la classe ouvrière (novel·la, 2003)[5]
- Fragments d'Humanité (obra col·lectiva amb motiu dels 100 anys del diari L'Humanité, 2004)
- Un homme dans la poche (novel·la, 2006)[6]
- L'école forme-t-elle encore des citoyens?, escrit amb Xavier Darcos (2008)
- Si nous sommes vivants: le socialisme et l'écologie, amb Pierre-Alain Muet (2010).
- J’ai vingt ans, qu’est-ce qui m’attend?, amb François Bégaudeau, Arnaud Cathrine, Maylis de Kerangal i Joy Sorman (2012).
- participació en l'obra col·lectiva Qu'est-ce que la gauche? (2017)
- Les idéaux (novel·la, 2018)[7]